# آرابلا فیلد
آرابلا فیلد (به انگلیسی: Arabella Field) (زاده ۵ فوریهٔ ۱۹۶۵) بازیگر آمریکایی است.
از فیلم‌های او می‌توان به بازی در آثار زیر اشاره کرد.
- گودزیلا
- احساس مینه‌سوتا
- گنجینه ملی
- قله دانته
- مرد کاغذی